# ألين تيري
ألين تيري (بالإنجليزية: Aline Terry)‏ هي لاعبة كرة مضرب أمريكية. هي إحدى بطلات الجراند سلام. فازت بالبطولة الأمريكية للفردي مرة واحدة وذلك في سنة 1893 كما أحرزت لقب الزوجي لنفس البطولة في نفس السنة.

## النهائيات

### الفردي

#### اللقب (1)
| السنة | البطولة           | المنافس      | النتيجة  |
| 1893  | البطولة الأمريكية | أوغستا شولتز | 6–1, 6–3 |

### الزوجي

#### اللقب (1)
| السنة | البطولة           | الشريك      | المنافس              | النتيجة  |
| 1893  | البطولة الأمريكية | هارييت بتلر | أوغستا شولتز إم ستون | 6–4, 6–3 |